# Southview
Southview es un lugar designado por el censo (en inglés, census-designated place, CDP) situado en el condado de Washington, Pensilvania, Estados Unidos. Según el censo de 2020, tiene una población de 284 habitantes.

## Geografía
La localidad está ubicada en las coordenadas 40°19′55″N 80°15′22″O / 40.33194, -80.25611. Según la Oficina del Censo, tiene una superficie de 2.35 km², correspondientes en su totalidad a tierra firme.

## Demografía
Según el censo de 2020, hay 284 personas residiendo en la localidad. La densidad de población es de 120.85 hab./km². El 85.56% de los habitantes son blancos, el 2.11% son afroamericanos, el 0.35% es amerindio, el 1.06% son asiáticos, el 0.70% son de otras razas y el 10.21% son de una mezcla de razas. Del total de la población, el 2.11% son hispanos o latinos de cualquier raza.